# Acritus bikoi
Acritus bikoi är en skalbaggsart som beskrevs av Yves Gomy 2001. Acritus bikoi ingår i släktet Acritus och familjen stumpbaggar. Inga underarter finns listade i Catalogue of Life.